# Юинта (горы)
Юи́нта (англ. Uinta Mountains) — горный хребет на северо-востоке штата Юта и юге штата Вайоминг, США. Является частью Скалистых гор, а также самым высоким хребтом в континентальных штатах, идущим в направлении с востока на запад. Расположен примерно в 160 км к востоку от города Солт-Лейк-Сити. Высшей точкой хребта является гора Кингс-Пик, высота которой составляет 4123 м.
Южные и восточные склоны хребта находятся преимущественно в бассейне реки Колорадо. Здесь протекают такие реки как Блэк-Форк и Дучесне, которые являются притоками реки Грин-Ривер. Грин-Ривер, крупнейший приток реки Колорадо, делает огромную петлю, огибая восточную оконечность хребта Юинта. На западных склонах хребта берут начало реки Бэр и Вебер, которые несут свои воды в Большое Солёное озеро. На южной стороне хребта начинается река Прово, которая впадает в озеро Юта, которое соединяется с озером Большое Солёное через реку Джордан. В районе хребта расположено множество небольших озёр. Большая часть хребта Юинта получает менее 1000 мм осадков в год. Наиболее высокие пики остаются покрытыми снегом большую часть года, за исключением периода с конца июля до начала сентября.
Почти весь хребет находится в пределах территории национальных лесов Уосатч-Каче (север и запад) и Ашлей (юг и восток). В лесах в районе хребта произрастают такие виды деревьев как: сосна скрученная широкохвойная, пихта субальпийская, ель Энгельмана, псевдотсуга и американская осина.